# 里奥图埃尔托
里奥图埃尔托，是西班牙坎塔布里亚的一个市镇。总面积31平方公里，总人口1466人（2001年），人口密度47人/平方公里。